# Homalium guianense
Homalium guianense är en videväxtart som först beskrevs av Jean Baptiste Christophe Fusée Aublet, och fick sitt nu gällande namn av Lorenz Oken. Homalium guianense ingår i släktet Homalium och familjen videväxter. Inga underarter finns listade i Catalogue of Life.